# L'Esprit de l'athéisme
L'Esprit de l'athéisme est un essai du philosophe André Comte-Sponville paru en 2006. Il y développe la question de la spiritualité en l'absence de Dieu et un athéisme refusant les croyances chrétiennes, mais sans pour autant se couper complètement de certaines valeurs prônées par cette religion et maintenant bien intégrées dans la mentalité occidentale (à défaut d'y être toujours pratiquées, rappelle-t-il), ce qu'il nomme « ne pas jeter le bébé avec l'eau du bain ».
Parmi ces valeurs sont la séparation du spirituel et du politique, où il voit le principe de la laïcité ; la compassion, qu'il met en parallèle avec celle du bouddhisme ; le détachement des biens matériels, déjà conseillé par les philosophies occidentale et orientales ; la fraternité humaine par delà les obédiences ou appartenances ; et l'humilité.
Le livre est organisé en trois parties : « Peut-on se passer de religion ? », « Dieu existe-t-il ? » et « Quelle spiritualité pour les athées ? ». Dans la deuxième partie, André Comte-Sponville développe trois arguments qui l'amènent à ne pas croire que Dieu existe (la faiblesse des prétendues « preuves » de l'existence de Dieu, l'idée que l'existence de dieu devrait être plus visible si elle était vraie et son refus d'expliquer ce que l'on ne comprend pas par quelque chose d'encore moins compréhensible) et trois arguments qui l'amènent à croire que Dieu n'existe pas (la démesure du mal, la médiocrité de l'homme et le fait qu'un dieu qui correspond tant à nos désirs laisse à penser qu'il a été inventé pour cela).